# Джатта, Бакери
Бакери Джатта (англ. Bakery Jatta; 6 июня 1998 года, Гунжур, Гамбия) — гамбийский футболист, нападающий немецкого клуба «Гамбург».

## Карьера
Летом 2016 года Джатта в качестве свободного агента подписал контракт с немецким клубом «Гамбург» и был отправлен во вторую команду, где проявил себя на самом высоком уровне, забив в 16 матчах 11 мячей. Во второй половине сезона 2016/17 стал вызываться в первую команду. 16 апреля 2017 года дебютировал в Бундеслиге в поединке против «Вердера», выйдя на замену на 83-й минуте вместо Филипа Костича. Всего в сезоне провёл шесть встреч, выйдя всего лишь раз в стартовом составе.

## Возможный подлог документов
В августе 2019 года в немецком издании Sport Bild появилась расследование, что в 2015 году при пересечении границы Германии, Джатта, мог изменить своё имя, а также дату рождения с 6 ноября 1995 год на 6 июня 1998. Как пишет издание Sport Bild, его настоящим именем может быть Бакари Даффе (следы этого имени потерялись как раз в 2015 году).
Кроме того, сообщается, что Джатта выступал за несколько клубов в Нигерии, Сенегале и Гамбии. В 2014 году его вызывали в молодежную сборную Гамбии (до 20 лет). Бывшие тренеры Джатты подтвердили, что игрок выступал под различными именами. Сам игрок, как и клуб, все обвинения отрицают, а клуб говорит, что игрок выступал только за «Гамбург».